# Le Diable dans le bénitier
Cet article concerne un téléfilm. Pour le pamphlet d'Anne-Gédéon La Fite de Pellepore, voir Le Diable dans un bénitier.
Le Diable dans le bénitier est un téléfilm du réalisateur français Jean L'Hôte, diffusé le 23 mars 1985 sur TF1. Il reçut le 7 d'or du meilleur auteur (à titre posthume). Le téléfilm fut également l'objet d'une pétition de 50 000 signatures envoyées au PDG de TF1. Elle protestait contre « une interprétation blasphèmatoire de la Passion de Notre Seigneur Jésus Christ ».

## Synopsis
Comme chaque année pour Pâques, l'abbé Michel tente de monter une pièce de théâtre mettant en scène Jésus et ses disciples. Chaque comédien pourra définir lui-même le texte qu'il interprétera, tout en restant bien sûr dans le cadre de l'Évangile. Mais l'acteur jouant Judas se désiste. Une des actrices propose à son fiancé, Paulo, de jouer à sa place. Mais celui-ci est communiste et ne peut s'empêcher de transformer totalement son personnage, donnant à la pièce un caractère socialiste.

## Fiche technique
- Réalisation : Jean L'Hôte
- Scénario : Jean L'Hôte
- Décors : Serge Sommier
- Costumes : Gisèle Tanalias et Danielle Gomilla
- Montage : Catherine Delmas
- Sociétés de production : TF1
- Format : Couleurs - 16mm
- Durée : 90 minutes
- Pays d'origine :  France
- Langues : français
- Lieux de tournage :
  - Pas-de-Calais
  - Centrale thermique de Chocques
- Date de diffusion :
  -  France :
    - 23 mars 1985

## Distribution
- Jacques Rosny : L'abbé Michel
- Jacques Zanetti : Paulo / Judas
- Charles-Antoine Decroix : Patrick / Jésus
- Laurence Ragon : Brigitte / La Vierge Marie
- Nicole Dubois : Maryvonne / Marie Madeleine
- Philippe Caroit : Jean-Paul / Caïphe
- Jean-Marie Balembois : Laurent / Ponce Pilate
- Serge Martel : Georges de la Fédé
- Christian Desmet : Raymond
- Michel Lasorne : Jacquot
- Véronique Choquet : Françoise
- Fernand Kindt : Le professeur

## Autour du film
Jean L'Hôte aurait préféré tourner le film dans une usine d'Hagondange dans la Moselle, « les hauts fourneaux en destruction [évoquant] Babylone » mais celle-ci a été détruite trop tôt.